# Spaelotis
Spaelotis är ett släkte av fjärilar som beskrevs av Jean Baptiste Boisduval 1840. Spaelotis ingår i familjen nattflyn, Noctuidae.

## Dottertaxa tillSpaelotis, i alfabetisk ordning[1][2]
- Spaelotis clandestina Harris, 1841
  - Spaelotis clandestina suecica Aurivillius, 1889 (Utbruten till egen art i Artfakta)[1]
- Spaelotis defuncta Staudinger, 1896
- Spaelotis deplorata Staudinger, 1896
  - Spaelotis deplorata persica Staudinger, 1896
- Spaelotis dominans Corti & Draudt, 1933
- Spaelotis havilae Grote, 1880
- Spaelotis lucens Butler, 1881
- Spaelotis nipona Felder, 1874
- Spaelotis ravida Schiffermüller, 1775, Större åsjordfly
- Spaelotis restricta Boursin, 1968
- Spaelotis scotopsis Boursin, 1963
- Spaelotis senna Freyer, 1829
  - Spaelotis senna contorta Rebel & Zerny, 1932
  - Spaelotis senna einsenbergeri Hartig, 1934
- Spaelotis sinophysa Boursin, 1955
- Spaelotis solida Erschoff, 1874
- Spaelotis stotzneri Corti, 1928
- Spaelotis suecica Aurivillius, 1889, Mindre åsjordfly (Presenterad som underart S. clandestina spp suecica i Catalog of life)[2]
- Spaelotis valida Walker, 1865